# Kehkashan Basu
Kehkashan Basu é um activista ambiental e de direitos humanos dos Emirados Árabes Unidos. Ela também é embaixadora da juventude do Conselho para o Futuro do Mundo, conselheira honorária do Comité de ONGs sobre Desenvolvimento Sustentável, membro do KidsRights Youngsters e vencedora do Prémio Internacional da Paz para Crianças 2016.

## Biografia
Kehkashan nasceu em 5 de junho e mora em Dubai. Ela é a fundadora e presidente da Green Hope, uma fundação para a sustentabilidade que educa e capacita crianças e jovens em todo o mundo, envolvendo-os no processo dos Objectivos de Desenvolvimento Sustentável (ODS) através de projectos voltados para a comunidade em justiça climática, degradação da terra, promovendo o consumo sustentável e as energias renováveis, e conservando a biodiversidade, bem como a igualdade de género e justiça social. Actualmente com mais de 1000 membros no total, no Canadá, Suriname, Médio Oriente, Índia e Nepal, a organização trabalha realizando workshops e conferências sobre a implementação dos ODS.